# Cestrum nocturnum
Cestrum nocturnum, popularmente dama-da-noite  é um arbusto da família das solanáceas, originário das Antilhas. Possui folhas lanceoladas e pequenas flores amareladas que exalam exuberante e peculiar perfume. Esse perfume atrai o morcego, o polinizador padrão da planta. Como o morcego tem células olfativas bem desenvolvidas, a planta tem um cheiro forte para atraí-lo. Também é conhecido pelos nomes de coirana, dama-da-noite e jasmim-verde.